# Ékes vasvirág
Az ékes vasvirág vagy egyszerűen csak vasvirág (Xeranthemum annuum) az őszirózsafélék (Asteraceae) családjába tartozó növényfaj. Közép- és Dél-Kelet-Európában őshonos, kerti virágként termesztik. Európa más részein honosítottá vált. Az örökkévalóság és a halhatatlanság szimbóluma.

## Jellemzői
Az ékes vasvirág kb. 20-50 cm magas, elágazó, lágyszárú faj. Levelei jellegzetesen hosszúkás, lándzsaszerűek, színük ezüstös-szürkés. A vasvirág nyári hónapokban, júniustól egészen szeptemberig nyílik, ilyenkor a állományai rózsaszínes-lilás virágmezőként gyönyörködtetik az arra járókat. 

### Elnevezése
Magyar nevét onnan kapta, hogy kiszárítva fémes csillogásúak lesznek a szirmai.

## Elterjedése, élőhelye
Száraz, napos gyepek, lejtők, szőlők, löszpusztarétek és karsztbokorerdők egynyári növénye. Hazánkban is gyakori a Dunántúli középhegységben, Budai hegységben, Mátrában és a Pesti-síkságon, az ország többi részén ritka. Elterjedési területe Közép- és Dél-Kelet-Európa.

## Felhasználása
Kertekben gyakran megtalálható, mivel kedvelt dísznövény színes virágai miatt, illetve száraz virág dekorációnak is gyakran használják, mivel kiszárítva nem hervad el. A vasvirág tartása könnyű, mivel sanyarú, száraz, napos körülmények között érzi jól magát.

## Képek

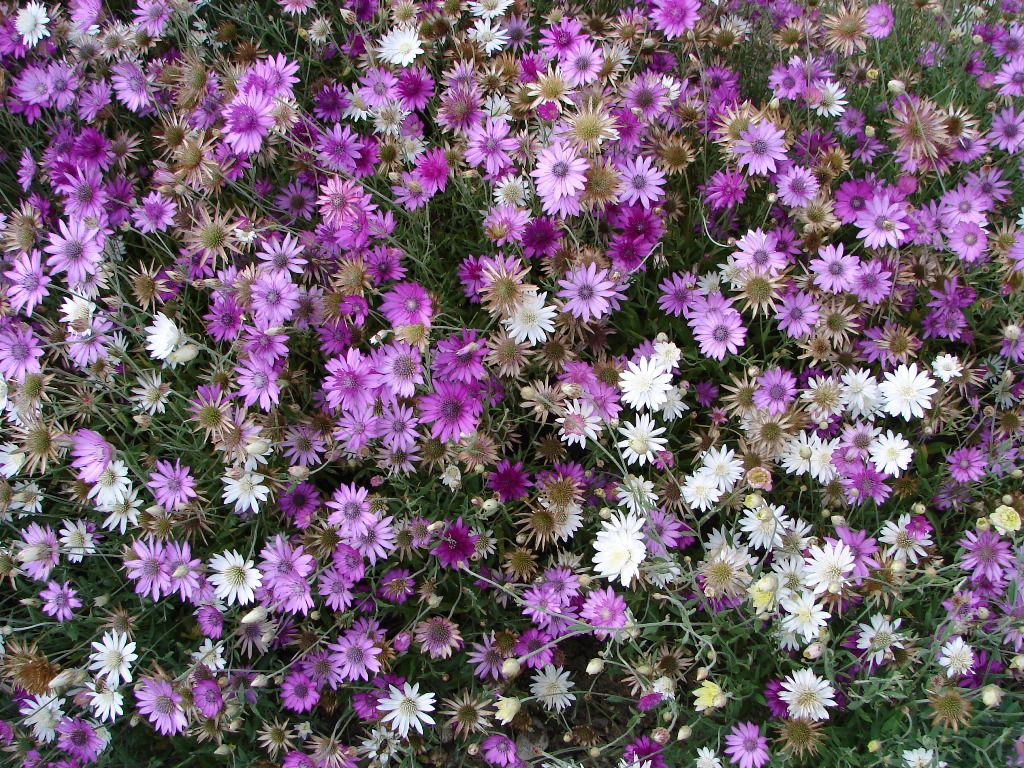
Virágzó vasvirágok